# Conicera tibialis
Conicera tibialis är en tvåvingeart som beskrevs av Schmitz 1925. Conicera tibialis ingår i släktet Conicera och familjen puckelflugor. Arten är reproducerande i Sverige. Inga underarter finns listade i Catalogue of Life.